# Nazaret Jiménez Aragón
Nazaret Jiménez Aragón (Málaga, 13 de enero de 1985) es una actriz española de cine, teatro y televisión; conocida por su papel de Loli en la exitosa serie de Televisión española Cuéntame cómo pasó

## Biografía
Su nombre artístico es Nazaret Jiménez Aragón, aunque también se la conoce como Nazaret Jiménez. Se formó como actriz en la Escuela Superior de Arte Dramático de Sevilla y en Juan Carlos Corazza en Madrid. Recitó a Lorca en homenaje a la generación del 27 en el Ateneo de Sevilla. Trabajó con la compañía teatral Los Ulen interpretando el personaje de aduanera de Indias en Isla Mágica. 
Su primera interpretación para el cine fue en la película Poniente de Chus Gutiérrez (2001), interpretando el personaje de Pili. Desde 2001 a 2025 la hemos visto en diferentes series de televisión, como Hospital Central (Telecinco), Física o Química (Antena 3), La que se avecina (Telecinco), Padre Medina (la versión para Canal Sur de la premiada serie gallega Padre Casares, en la que interpreta el personaje fijo de la joven sacristana Inma), Centro Médico (La 1)...
Se hizo popular con el personaje fijo de Loli en la serie Cuéntame cómo pasó (La 1), en las temporadas novena y décima. Lorenzo Soler la eligió para el papel de Alicia en el telefilme Vida de familia.
Ganó el premio a la mejor interpretación en el III Certamen Andaluz Teatro y Mujer "Ciudad de Utrera" con el monólogo "Yo no me llamo Letizia" escrito también por ella misma.
Es licenciada en Filología Hispánica, de su faceta de escritora destaca la publicación de poemas en el libro Nuevos autores de la poesía española con la editorial Jamais o la obra de teatro "Pin Pan Pun" con la que fue finalista en el IV Concurso de textos teatrales Premio Romero Esteo.
La Red VOCES integrada por personas vinculadas al mundo de la cultura y comprometidas con causas sociales junto a la Fundación Carolina la invitaron para representar a España como actriz ponente en la mesa redonda del Encuentro en Cartagena de Indias, Colombia, titulado: "Fortalecimiento del tejido asociativo juvenil como instrumento para el desarrollo".  Colabora en distintas ocasiones con esta ONG como en el Día Internacional para la Erradicación de la Pobreza para leer el Manifiesto en la Puerta del Sol de Madrid junto a Guillermo Fesser y Juan Luis Cano de la Fundación Gomaespuma; o en la mesa redonda sobre “La violencia de género en el ámbito doméstico”, en el forum dedicado a afirmar los derechos de la mujer en la XI edición del Festival de Málaga; así como en otros eventos por el fin de la pobreza   
En 2013 tiene lugar otra de sus incursiones en el cine: la película El dia del padre de Alberto Carpintero
En 2015/2016 es una de las protagonistas de la serie de ficción de Telecinco Aquí Paz y después Gloria protagonizada por Antonio Resines interpretando personaje que da título a la serie: Gloria, secretaria y novia de Paco (Antonio Resines)
En 2015/2016 coprotagoniza junto al actor Luis Callejo la obra teatral "El vampiro de la calle Claudio Coello" de Juan Ignacio Luca de Tena y García de Torres y Luis Escobar y Kirkpatrick interpretando el personaje de Estrella en el Teatro del Barrio y Teatro Alfil de Madrid.
En 2017 a 2019 hace dos series de Podium Podcast para Cadena SER: La serie "En los zapatos de Valeria" basada en la novela homónima de Elísabet Benavent dirigida por Juan Echanove interpretando uno de los personajes protagonistas: Nerea; y la serie "La asamblea de los muertos" basada en la novela de Tomás Bárbulo dirigida por Mariano Revilla interpretando a otra de las protagonistas: La chata.
En 2021 y 2022 colabora como invitada del programa "La Historia en Ruta" de Cadena SER con David Botello y Esther Sánchez.